# Periergos rusatus
Periergos rusatus är en fjärilsart som beskrevs av Alexander Schintlmeister 1997. Periergos rusatus ingår i släktet Periergos och familjen tandspinnare. Inga underarter finns listade i Catalogue of Life.